# Sedevakantizam
Sedevakantizam je doktrinarno stajalište unutar tradicionalističkog katolicizma koje drži da sadašnji predsjedatelj Svete Stolice nije valjani papa zbog navodnog zalaganja glavne struje za modernizam i da je, zbog nedostatka valjana pape, Stolica upražnjena.
Izraz sedevakantizam izveden je iz latinske fraze sede vacante, što znači 'sa stolicom koja je prazna'. Izraz se obično rabi za razdoblje kada je upražnjeno mjesto Svete Stolice od smrti, odricanja, pada u ludilo ili javne hereze pape do izbora njegovog nasljednika.
Među onima koji tvrde da je rimska stolica, zauzeta onim kojeg drže nelegitimnim papom, doista bila upražnjena, neki su odabrali svog alternativnog papu i tako su, po njihovu mišljenju, popunili stolicu. Oni su ponekad poznati kao konklavisti.
Broj sedevakantista uglavnom je nepoznat, a neki ga procjenjuju na desetke tisuća do stotine tisuća.

## Sedevakantističke grupe
Izmedju ostalog, postoje sledeće sedavakantističke grupe:
- Bratstvo svetog Pija V (SSPV), Osnovano 1983. godine kada su se četiri američkih svećenika Bratstva svetog Pija X odvojila od bratstva zbog niza pitanja, uključujući korištenje liturgijskih reformi implementiranih pod papom Ivanom XXIII. Bratstvo djeluje u Sjevernoj Americi.[7][8][9]
- Institut Majke Dobrog Savjeta (IMBC), Osnovan 1985. godine kada su se četiri talijanska svećenika Bratstva svetog Pija X odvojila od bratstva. Pridržava se ideje sedeprivacionizma. Institut djeluje u Europi i Argentini.[10] Svećenici iz Instituta povremeno slave mise u Hrvatskoj.[11]